# Lluís Oliva i Vázquez de Novoa
Lluís Oliva i Vázquez de Novoa   (Barcelona, 19 de juliol de 1955 - 5 d'abril de 2018) va ser un periodista català, que va ser director de Televisió de Catalunya i de Catalunya Ràdio.
Va iniciar la seva carrera a Califòrnia, treballant en diversos mitjans de comunicació i va ser cap d'operacions de l'emissora de radio KALI. Entre 1982 i 1986 va treballar a Antena 3 Radio a Catalunya, arribant a ser-ne director. El 1988 va ser nomenat director de Catalunya Ràdio i el 1995 va esdevenir director de Televisió de Catalunya, càrrec que ostentà fins al 2001. Sota el seu lideratge es va crear la Fundació La Marató de TV3 i TV3 va obtenir per primer cop el lideratge històric d'audiència.
Entre 1993 i 1995 va ser professor de comunicació a la Universitat Autònoma de Barcelona. Des de l'any 2000 va ser director de la productora audiovisual Imagic Telecom.
Va morir als 62 anys a causa d'una malaltia respiratòria.